# Раковский, Игорь Иванович
И́горь Ива́нович Ра́ковский (род. 10 сентября 1975) — российский футболист, защитник, полузащитник.

## Биография
Начинал карьеру в любительских клубах СКА ДАК Белёв (1996—1997) и «Салют» Бутурлиновка (1997—1998). Далее выступал в чемпионате Белоруссии за «Ведрич-97» Речица (2000) и «Славию» Мозырь (2001—2003). Вернувшись в Россию, играл за «Чкаловец-1936» Новосибирск во втором и первом дивизионах (2003—2005), «Динамо» Воронеж во втором дивизионе и ЛФЛ (2007—2008), «Выбор-Курбатово» Воронеж в ЛФЛ и ПФЛ (2013—2014), «Спартак» Россошь (2015).